# Chonburi
Chonburi (ชลบุรี, ) est une ville de la région est de la Thaïlande, capitale de la Province de Chonburi. Elle se situe au nord-ouest de la province, sur le golfe de Thaïlande, à environ 100 km de Bangkok. Son nom signifie « Ville de l'eau ».

## Histoire
Chonburi a existé depuis la période d'Ayutthaya. La province était à l'origine composé de trois petites villes qui étaient Bang Sai, Bang Pla Soi et Pra Bang. Ils ont ensuite formés dans la province de Chonburi, sous le règne du roi Rama V.
Elle a été fondée au XIVe siècle par les rois d'Ayutthaya. Sa population est de 180 000 habitants.

## Géographie
La route principale qui traverse Chonburi est la route nationale 3, également connu sous le nom de Sukhumvit Road. Au nord, l'autoroute pour Bangkok et pour l'aéroport, qui est situé à 62 km du centre ville, et au sud, la connexion pour Rayong, Chanthaburi et Trat. Route 344 conduit à Klaeng. La route 7 est parallèle à la route 3, mais contourne la zone côtière densément peuplée et relie Chonburi à la ville balnéaire de Pattaya.

## Économie
Le chantier naval de Unithai sert de centre principal pour réparer les navires de la Marine des États-Unis dans la région de la Thaïlande.

## Transports
En bus
- Autobus non climatisés partent toutes les 15 minutes, à partir de 05h30 à 20h00. Le tarif est de 22 bahts (2012) depuis la gare de bus de Bangkok.
- Les bus climatisés partent toutes les 30 minutes de 6h00 à 21h00 heures. Le tarif est de 40 bahts (2012) depuis la gare de bus de Bangkok.

En voiture
- Route 1 : Bangna-Trat (route n° 34)
- Route 2 : Bangkok-Minburi (route No.304)
- Route 3 : Sukhumvit (route n° 3)

## Éducation
- L'université de Chonburi, l’Asian University Thailand et l’Institute of Physical of Chonburi.

## Sport
- Le club de football, le Chonburi FC évolue en première division et a gagné une fois le Championnat de Thaïlande de football en 2007.

## Climat
| Mois                              | jan. | fév. | mars | avril | mai  | juin | jui. | août | sep. | oct. | nov. | déc. |
| --------------------------------- | ---- | ---- | ---- | ----- | ---- | ---- | ---- | ---- | ---- | ---- | ---- | ---- |
| Température minimale moyenne (°C) | 20,4 | 22,7 | 24,4 | 25,6  | 25,6 | 25,5 | 25,2 | 25,1 | 24,4 | 23,8 | 22,3 | 20,4 |
| Température maximale moyenne (°C) | 37,5 | 37,6 | 37,8 | 38,8  | 38,5 | 36,5 | 36,1 | 35,8 | 35,8 | 35,9 | 36,2 | 36,7 |
| Précipitations (mm)               | 11   | 19   | 31   | 78    | 167  | 133  | 134  | 169  | 287  | 212  | 65   | 9    |